# عبد الرحمن أحمد هيجان
عبد الرحمن بن أحمد بن محمد هيجان هو أكاديمي سعودي وعضو في مجلس الشورى السعودي منذ أن تم تعيينه بأمر ملكي في 3 ربيع الأول، 1438هـ الموافق لـ2 ديسمبر 2016م.

## الحياة التعليمية
درس عبد الرحمن هيجان بكالوريوس علم نفس في جامعة الملك سعود، واستكمل دراسته في ماجستير علم النفس حتى تخرج عام 1403هـ من بعد أن حاز على بكالوريوس علم نفس 1397هـ. درس ماجستير في الإدارة العامة 1406هـ من الولايات المتحدة الأمريكية والدكتوراه في الإدارة العامة من الولايات المتحدة الأميركية 1412هـ.

## الحياة المهنية
- عضو مجلس الشورى اعتباراً من 3/3/1430هـ[2]
- نائب مديرعام معهد الإدارة العامة للبحوث والمعلومات[2]
- نائب مدير معهد الإدارة العامة للتدريب المكلف
- مدير عام الاستشارات
- مدير عام مركز البحوث

## عضويات المجالس واللجان
- عضواً باللجنة العليا للإعداد للمؤتمر الدولي للعلوم الإدارية[2]
- عضواً في الفريق المخصص لدراسة الاقتراح بشأن عقد مؤتمرات محلية أو عربية أو دولية بالمعهد[2]
- عضواً في فريق ندوة إدارة الحج
- عضواً في الهيئة الاستشارية المناط بها إعداد اللائحة التنظيمية لمركز البحوث والدراسات الإسلامية
- حضور اجتماعات لجنة الشئون التعليمية بمجلس الشورى للإجابة على ما لدى أعضاء اللجنة من استفسارات حول مشروع نظام البحث العلمي
- الاشتراك مع لجان هيئة الخبراء في مجلس الوزراء
- المشاركة في اجتماعات لجنة تدريب وابتعاث موظفي الخدمة المدنية
- المشاركة في اجتماعات اللجنة التحضيرية لمجلس الخدمة المدنية
- عضواً في لجنة رسم إستراتيجية للتعاون بين معاهد الإدارة والتنمية الإدارية
- عضواً في لجنة إعداد التنظيم والخطة الاستراتيجية للهيئة العليا لإدارة الكوارث
- عضواً في اللجنة الخاصة بإعداد النظام الأساسي وإعداد اللوائح التنظيمية والإدارية والمالية بمركز الملك عبد العزيز للحوار الوطني
- رئيساً للمجلس العلمي بمعهد الإدارة العامة
- رئاسة فريق معهد الإدارة العامة للاستماع لمداولات مجلس الشورى حول تقارير المتابعة السنوية لخطة التنمية السابعة والتقارير السنوية الشاملة للمعهد للأعوام 1422/1423هـ
- رئيس اللجنة الدائمة للمعلومات والتقنية بمعهد الإدارة العامة
- رئيس اللجنة الدائمة للوثائق والمحفوظات بمعهد الإدارة العامة

## المؤلفات والبحوث
لعبد الرحمن هيجان حوالي 50 عملاً علمياً. ساهم في تأليفها وترجمتها وإجراء بحثها. من بينها: المنظمات، المدخل الإبداعي في حل المشكلات، ضغوط العمل، السلوك الإداري: دراسة لعملية اتخاذ القرار في المنظمات الإدارية، إدارة الجودة الكلية في الحكومة، التفاوض: المهارات والإستراتيجيات، التدريب الإداري النسائي: مداخل تطويرية لتعزيز الأدوار القيادية للنساء في منظمات الأعمال العربية، إدارة الكوارث في المملكة العربية السعودية، الاستعداد لإدارة الكوارث والأزمات، مقارنة بين نماذج الكوارث: البحث عن دليل لسياسة شاملة، إعادة هندسة الإدارة: المطلب الحتمي للقيادة الجديدة، تجربة المملكة العربية السعودية في مجال الإصلاح الإداري، الإدارة الأمينة، القيادة الإدارية النسائية، الإدارة العامة التعاونية، التجربة الصينية.

## وصلات خارجية
- موقع مجلس الشورى السعودي الرسمي.
- معرض صور مجلس الشورى السعودي[وصلة مكسورة].